# Finanční hospodaření AMD
Finanční hospodaření společnosti AMD:

## Roční
| Finance za rok | Finance za rok                              | Finance za rok         | Finance za rok       | Finance za rok       | Finance za rok                                            | Finance za rok                        | Finance za rok                  | Finance za rok                  | Finance za rok       | Finance za rok       | Finance za rok       | Finance za rok       | Finance za rok      | Finance za rok    | Finance za rok          | Finance za rok          | Finance za rok |
| Rok            | Obrat (Celkové příjmy)                      | Obrat (Celkové příjmy) | Příjem - Hrubý zisk  | Příjem - Hrubý zisk  | Příjem - Čistý zisk                                       | Příjem - Čistý zisk                   | Provozní výnosy (Provozní zisk) | Provozní výnosy (Provozní zisk) | Přímé náklady        | Přímé náklady        | Náklady na vývoj     | Náklady na vývoj     | Celková aktivita    | Celková aktivita  | Celkový vlastní kapitál | Celkový vlastní kapitál | Rok            |
| -------------- | ------------------------------------------- | ---------------------- | -------------------- | -------------------- | --------------------------------------------------------- | ------------------------------------- | ------------------------------- | ------------------------------- | -------------------- | -------------------- | -------------------- | -------------------- | ------------------- | ----------------- | ----------------------- | ----------------------- | -------------- |
| 2010           | ▲ 6,494 miliard USD                         | +20 %                  |                      |                      | ▲ 471 milionů USD                                         | +60,8 % +56,5 % +31,2 %               | ▲ 848 miliónů USD               | +27,7 %                         |                      |                      |                      |                      | ▼ 4,964 miliard USD | -45,3 %           | ▲ 1,013 miliard USD     | +56,3 %                 | 2010           |
| 2009           | ▼ 5,41 miliard USD                          | -6,9 %                 |                      |                      | ▲ 293 milionů USD (▲ 301 milionů USD) (▲ 359 milionů USD) | +109,46 % +109,8 % +111,6 %           | ▲ 664 milionů USD               | +133,96 %                       |                      |                      |                      |                      | ▲ 9,08 miliard USD  | +18,3 %           | ▲ 648 milionů USD       | +890,3 %                | 2009           |
| 2008           | ▼ 5,808 miliard USD                         | -3,4 %                 |                      |                      | ▲ -3,098 miliard USD                                      | +8,3 %                                | ▲ -1,955 miliard USD            | +31,7 %                         |                      |                      |                      |                      | ▼ 7,675 miliard USD | -33,6 %           | ▼ -82 milionů USD       | -3746,3 %               | 2008           |
| 2007           | ▲ 6,013 miliard USD                         | +6,4 %                 | ▼ 2,262 miliard USD  | -19 %                | ▼ -3,379 miliard USD                                      | -2135,5 % -1935,5 %                   | -2,865 miliard USD              | -2,865 miliard USD              | ▲ 3,751 miliard USD  | +31,3 %              | ▲ 1,847 miliard USD  | +53,3 %              | 11,55 miliard USD   | 11,55 miliard USD | 2,99 miliard USD        | 2,99 miliard USD        | 2007           |
| 2006           | ▼ 5,649 miliardy USD                        | -3,4 % -3,4 %          | ▲ 2,793 miliardy USD | +16,8 %              | ▲ 166 milionů USD (▼ -166 milionů USD)                    | +0,3 % -200,31 %                      |                                 |                                 | ▼ 2,856 miliard USD  | -17,4 %              | ▲ 1,205 miliard USD  | +5,3 %               |                     |                   |                         |                         | 2006           |
| 2005           | ▲ 5,848 miliardy USD (▲ 5,846 miliardy USD) | +16,9 % +16,9 %        | 2,391765 miliard USD | 2,391765 miliard USD | 165,483 milionů USD (166 milionů USD)                     | 165,483 milionů USD (166 milionů USD) |                                 |                                 | 3,455812 miliard USD | 3,455812 miliard USD | 1,144025 miliard USD | 1,144025 miliard USD |                     |                   |                         |                         | 2005           |
| 2004           | 5,001 miliardy USD                          | 5,001 miliardy USD     |                      |                      |                                                           |                                       |                                 |                                 |                      |                      |                      |                      |                     |                   |                         |                         | 2004           |
| Rok            | Obrat (Celkové příjmy)                      | Obrat (Celkové příjmy) | Příjem - Hrubý zisk  | Příjem - Hrubý zisk  | Příjem - Čistý zisk                                       | Příjem - Čistý zisk                   | Provozní výnosy (Provozní zisk) | Provozní výnosy (Provozní zisk) | Přímé náklady        | Přímé náklady        | Náklady na vývoj     | Náklady na vývoj     | Celková aktivita    | Celková aktivita  | Celkový vlastní kapitál | Celkový vlastní kapitál | Rok            |

## Kvartální
| Finance za kvartál | Finance za kvartál                                             | Finance za kvartál                                             | Finance za kvartál  | Finance za kvartál  | Finance za kvartál                                                                                     | Finance za kvartál                                                                                     | Finance za kvartál              | Finance za kvartál              | Finance za kvartál                                                   | Finance za kvartál                            | Finance za kvartál        | Finance za kvartál        | Finance za kvartál | Finance za kvartál | Finance za kvartál | Finance za kvartál | Finance za kvartál |
| Kvartál            | Obrat (Celkové příjmy)                                         | Obrat (Celkové příjmy)                                         | Příjem              | Příjem              | Příjem                                                                                                 | Příjem                                                                                                 | Provozní výnosy (Provozní zisk) | Provozní výnosy (Provozní zisk) | Přímé náklady zahrnuty v GAAP                                        | Přímé náklady zahrnuty v GAAP                 | Náklady nezahrnuty v GAAP | Náklady nezahrnuty v GAAP | Náklady na vývoj   | Náklady na vývoj   | Prodej | Prodej | Kvartál            |
| Kvartál            | Obrat (Celkové příjmy)                                         | Obrat (Celkové příjmy)                                         | Hrubý zisk          | Hrubý zisk          | Čistý zisk v GAAP                                                                                      | Čistý zisk v GAAP                                                                                      | Provozní výnosy (Provozní zisk) | Provozní výnosy (Provozní zisk) | Přímé náklady zahrnuty v GAAP                                        | Přímé náklady zahrnuty v GAAP                 | Náklady nezahrnuty v GAAP | Náklady nezahrnuty v GAAP | Náklady na vývoj   | Náklady na vývoj   | Prodej | Prodej | Kvartál            |
| ------------------ | -------------------------------------------------------------- | -------------------------------------------------------------- | ------------------- | ------------------- | --- | --- | ------------------------------- | ------------------------------- | -------------------------------------------------------------------- | --------------------------------------------- | ------------------------- | ------------------------- | ------------------ | ------------------ | --- | --- | ------------------ |
| Q2 2011            | ▼ 1,574 miliard USD                                            | -2,42 %                                                        |                     |                     | Fa: ▼ 61 milionů USD ▼ GPU: -7 milionů USD                                                             | -88 % -136,8 %                                                                                         |                                 |                                 |                                                                      |                                               |                           |                           |                    |                    | | | Q2 2011            |
| Q1 2011            | ▼ 1,613 miliard USD                                            | -2,4 %                                                         |                     |                     | Fa: ▲ 510 milionů USD GPU: 19 milionů USD                                                              | +1086,05 %                                                                                             |                                 |                                 |                                                                      |                                               |                           |                           |                    |                    | | | Q1 2011            |
| Q4 2010            | ▲ 1,65 miliard USD                                             | +1,9 %                                                         |                     |                     | ▲ -41 milionů USD                                                                                      | |                                 |                                 |                                                                      |                                               |                           |                           |                    |                    | | | Q4 2010            |
| Q3 2010            | ▼ 1,62 miliard USD                                             | -1,8 %                                                         |                     |                     | ▼ -118 milionů USD                                                                                     | -174,4 %                                                                                               |                                 |                                 |                                                                      |                                               |                           |                           |                    |                    | | | Q3 2010            |
| Q2 2010            | ▲ 1,65 miliard USD                                             | +5,1 %                                                         |                     |                     | Fa: ▼ -43 milionů USD GPU: 33 milionů USD                                                              | -116,7 %                                                                                               |                                 |                                 |                                                                      |                                               |                           |                           |                    |                    | | | Q2 2010            |
| Q1 2010            | ▼ 1,57 miliard USD                                             | -4,9 %                                                         |                     |                     | ▼ 257 milionů USD                                                                                      | -78,1 %                                                                                                |                                 |                                 |                                                                      |                                               |                           |                           |                    |                    | | | Q1 2010            |
| Q4 2009            | ▲ 1,65 miliard USD                                             | +17,9 % +18,7 %                                                |                     |                     | ▲ 1,175 miliard USD                                                                                    | +1018 % +1626 %                                                                                        |                                 |                                 |                                                                      |                                               |                           |                           |                    |                    | | | Q4 2009            |
| Q3 2009            | ▲ 1,4 miliard USD (1,39 miliardy USD)                          | +18,6 % +17,8 %                                                |                     |                     | ▲ -128 milionů USD (-77 milionu USD)                                                                   | +61,2 % +76,7 %                                                                                        |                                 |                                 |                                                                      |                                               |                           |                           |                    |                    | | | Q3 2009            |
| Q2 2009            | ▬ 1,18 miliard USD                                             | 0 %                                                            |                     |                     | ▲ -330 milionů USD                                                                                     | +20,7 %                                                                                                |                                 |                                 |                                                                      |                                               |                           |                           |                    |                    | | | Q2 2009            |
| Q1 2009            | Fa: 1,18 miliard USD CPU: 938 milionů USD GPU: 222 milionů USD | Fa: 1,18 miliard USD CPU: 938 milionů USD GPU: 222 milionů USD |                     |                     | Fa: ▲ -416 milionů USD (-308 milionů USD) (-414 milionů USD) CPU: -36 milionů USD GPU: ▲ 1 milionů USD | Fa: ▲ -416 milionů USD (-308 milionů USD) (-414 milionů USD) CPU: -36 milionů USD GPU: ▲ 1 milionů USD |                                 |                                 |                                                                      |                                               |                           |                           |                    |                    | | | Q1 2009            |
| Q4 2008            |                                                                |                                                                |                     |                     | Fa: -1,42 milionů USD GPU: ▼ -10 milionů USD                                                           | Fa: -1,42 milionů USD GPU: ▼ -10 milionů USD                                                           |                                 |                                 |                                                                      |                                               |                           |                           |                    |                    | | | Q4 2008            |
| Q1 2008            | GPU: 262 milionů USD                                           | GPU: 262 milionů USD                                           |                     |                     | GPU: 13 milionů USD                                                                                    | GPU: 13 milionů USD                                                                                    |                                 |                                 |                                                                      |                                               |                           |                           |                    |                    | | | Q1 2008            |
| Q4 2007            | ▲ 1,77 miliardy USD                                            | +8,5 %                                                         | ▲ 785 milionů USD   | +17,3 %             | ▼ -1,772 miliardy USD -1,678 miliardy USD                                                              | +334,9 % +323,7 %                                                                                      | ▼ -1,678 miliardy USD           | +642,5 %                        | ▲ 985 milionů USD                                                    | +2,3 %                                        |                           |                           | ▲ 473 milionů USD  | +1,3 %             | | | Q4 2007            |
| Q3 2007            | Fa: ▲ 1,632 miliardy USD GPU+čipsety: 252 milionů USD          | +18,4 % +22,9 %                                                | ▲ 669 milionů USD   | +17,3 %             | ▲ -396 milionů USD                                                                                     | +34 %                                                                                                  | ▲ -226 milionů USD              | +50,6 %                         | Fa: ▲ 963 milionů USD ATI: 120 milionů USD Ostatní: ▼ 78 milionů USD | +5 % -17 %                                    | ▼ 78 milionů USD          | -17 %                     | ▼ 467 milionů USD  | -1,7 %             | +19 % příjem (Q2 2007), +41 % mobilní CPU v počtu (Q2 2007), +68 % mobilní CPU v počtu (Q3 2006), +17 příjem z desktop CPU (Q2 2007), +29 % příjem z GPU a čipsetů (Q2 2007) | +19 % příjem (Q2 2007), +41 % mobilní CPU v počtu (Q2 2007), +68 % mobilní CPU v počtu (Q3 2006), +17 příjem z desktop CPU (Q2 2007), +29 % příjem z GPU a čipsetů (Q2 2007) | Q3 2007            |
| Q2 2007            | ▲ 1,378 miliardy USD (▲ 1,328 miliardy USD)                    | +11,76 % +7,7%                                                 | ▲ 461 milionů USD   | +17,34 %            | ▲ -600 milionů USD                                                                                     | +1,8 %                                                                                                 | ▲ -457 milionů USD              | +9,33 %                         | ▲ Fa: 917 milionů USD Ostatní: 94 milionů USD                        | +3,5 % +1466,67 %                             | ▲ 94 milionů USD          | ▲ 94 milionů USD          | ▲ 475 milionů USD  | +9,95 %            | | | Q2 2007            |
| Q1 2007            | Fa: ▼ 1,233 miliardy USD CPU: ▼ 918 milionů USD                | -30,46 % -38,22 %                                              | 347 milionů USD     | 347 milionů USD     | Fa: ▼ -611 milionů USD CPU: ▼ -328 milionů USD                                                         | -6,45 % -604,62 %                                                                                      | -504 milionů USD                | -504 milionů USD                | Firma: 886 milionů USD Ostatní: 6 milionů USD                        | Firma: 886 milionů USD Ostatní: 6 milionů USD |                           |                           | 432 milionů USD    | 432 milionů USD    | | | Q1 2007            |
| Q4 2006            | Fa: ▲ 1,773 miliardy USD CPU: ▲ 1,486 miliardy USD             | +33,51 % +15,19 %                                              |                     |                     | Fa: ▼ -574 milionů USD CPU: ▼ 65 milionů USD                                                           | -528,36 % -51,13 %                                                                                     |                                 |                                 |                                                                      |                                               |                           |                           |                    |                    | | | Q4 2006            |
| Q3 2006            | Fa: ▲ 1,328 miliardy USD CPU: ▲ 1,29 miliardy USD              | +9,21 % +10,07 %                                               |                     |                     | Fa: ▲ 134 milionů USD CPU: ▲ 133 milionů USD                                                           | +50,56 % +17,7 %                                                                                       | 121 milionů USD                 | 121 milionů USD                 |                                                                      |                                               | 6 milionů USD             | 6 milionů USD             |                    |                    | | | Q3 2006            |
| Q2 2006            | Fa: ▼ 1,216 miliardy USD CPU: ▼ 1,172 miliardy USD             | -8,71 % -12,34 %                                               |                     |                     | Fa: ▼ 89 milionů USD CPU: ▼ 113 milionů USD                                                            | -51,89 % -63,78                                                                                        |                                 |                                 |                                                                      |                                               |                           |                           |                    |                    | | | Q2 2006            |
| Q1 2006            | Fa: ▼ 1,332 miliardy USD CPU: ▲ 1,337 miliardy USD             | -27,53 % +2,3 %                                                |                     |                     | Fa: ▲ 185 milionů USD CPU: ▲ 312 milionů USD                                                           | +92,71 % +8,71 %                                                                                       |                                 |                                 |                                                                      |                                               |                           |                           |                    |                    | | | Q1 2006            |
| Q4 2005            | Fa: ▲ 1,838 miliardy USD CPU: ▲ 1,307 miliardy USD             | +20,76 % +34,88 %                                              |                     |                     | Fa: ▲ 96 milionů USD CPU: ▲ 287 milionů USD                                                            | +26,32 % +92,62 %                                                                                      |                                 |                                 |                                                                      |                                               |                           |                           |                    |                    | | | Q4 2005            |
| Q3 2005            | Fa: ▲ 1,522 miliardy USD CPU: ▲ 969 milionů USD                | +20,79 % +26,34 %                                              |                     |                     | Fa: ▲ 76 milionů USD CPU: ▲ 149 milionů USD                                                            | +590,91 % +35,45 %                                                                                     |                                 |                                 |                                                                      |                                               |                           |                           |                    |                    | | | Q3 2005            |
| Q2 2005            | Fa: ▼ 1,260 miliardy USD CPU: ▲ 767 milionů USD                | +2,77 % +2,27 %                                                |                     |                     | Fa: ▲ 11 milionů USD CPU: ▲ 110 milionů USD                                                            | +164,71 % +19,57 %                                                                                     |                                 |                                 |                                                                      |                                               |                           |                           |                    |                    | | | Q2 2005            |
| Q1 2005            | Fa: 1,226 miliardy USD CPU: 750 milionů USD                    | Fa: 1,226 miliardy USD CPU: 750 milionů USD                    |                     |                     | Fa: -17 milionů USD CPU: 92 milionů USD                                                                | Fa: -17 milionů USD CPU: 92 milionů USD                                                                |                                 |                                 |                                                                      |                                               |                           |                           |                    |                    | | | Q1 2005            |
| Kvartál            | Obrat (Celkové příjmy)                                         | Obrat (Celkové příjmy)                                         | Příjem - Hrubý zisk | Příjem - Hrubý zisk | Příjem - čistý zisk                                                                                    | Příjem - čistý zisk                                                                                    | Provozní výnosy (Provozní zisk) | Provozní výnosy (Provozní zisk) | Přímé náklady zahrnuty v GAAP                                        | Přímé náklady zahrnuty v GAAP                 | Náklady nezahrnuty v GAAP | Náklady nezahrnuty v GAAP | Náklady na vývoj   | Náklady na vývoj   | Prodej | Prodej | Kvartál            |